# Tamins
Tamins (en romanche Tumein) es una comuna suiza del cantón de los Grisones, situada en la región de Imboden. Limita al norte con la comuna de Pfäfers (SG), al este con Felsberg, al sur con Domat/Ems y Bonaduz, y al oeste con Trin.
En la localidad de Reichenau es notable la confluencia del Rin anterior con el Rin posterior, que forman el Rin Alpino.